# Firouzophrynus
Genre
Firouzophrynus est un genre d'amphibiens de la famille des Bufonidae.

## Répartition
Ces espèces se rencontrent au Moyen-Orient et en Asie du Sud,.

## Liste des espèces
Selon Amphibian Species of the World (9 mai 2024) :
- Firouzophrynus dhufarensis (Parker, 1931)
- Firouzophrynus hololius' (Günther, 1876)
- Firouzophrynus olivaceus (Blanford, 1874)
- Firouzophrynus peninsularis (Rao, 1920)
- Firouzophrynus stomaticus (Lütken, 1864)

## Classification
Le genre Firouzophrynus a été créé en 2020 par les herpétologistes iraniens Barbod Safaei-Mahroo (d) et Hanyeh Ghaffari (d).

### Étymologie
Ce genre est nommé en l'honneur de Eskandar Firouz (en), fondateur du département de l'environnement en Iran, mort en 2020.

### Publication originale
- (en) Barbod Safaei-Mahroo et Hanyeh Ghaffari, « The Complete Guide to Amphibians of Iran: Biology, Ecology, and Conservation », University of Kurdistan Press,‎ juillet 2020, p. 135-137, 156-161 (lire en ligne )